# Леки крайцери тип „Луиджи Кадорна“
Луиджи Кадорна (на италиански: Luigi Cadorna) са серия леки крайцери на италианския флот от времето на Втората световна война. Всичко от проекта за флота са построени 2 единици: „Луиджи Кадорна“ (на италиански: Luigi Cadorna) и „Армандо Диас“ (на италиански: Armando Diaz). Серията е последващо развитие на – крайцерите от типа „Алберто да Джусано“. Във военноморската литература са известни и като „Кондотиери B“ (Condottieri B).

## История на създаването
Леките крайцери от типа „Луиджи Кадорна“ се строят по програмата от 1929 – 1930 г. като подобрена версия на „Кондотиери A“. Ръководи работите по проектирането генерал-лейтенант Джузепе Виан. Пред конструкторите е поставена задачата да отстранят най-явните недостатъци на крайцерите от типа „Алберто да Джусано“, без радикална промяна на проекта. Поставени са следните цели:
- Да се подобри устойчивостта;
- Да се усили бронирането;
- Да се увечи здравината на корпуса;
- Да се увеличат секторите на обстрел на универсалната артилерия;
- Да се подобри поместването на авиационния компонент;
- Да се намали височината на надстройките.

## История на службата
|                  | заложен              | спуснат              | влиза в строй     | съдба                                                                              |
| ---------------- | -------------------- | -------------------- | ----------------- | ---------------------------------------------------------------------------------- |
| „Луиджи Кадорна“ | 19 септември 1930 г. | 30 септември 1931 г. | 11 август 1933 г. | Изваден от списъците на флота на 1 май 1951 г.                                     |
| „Армандо Диас“   | 28 август 1930 г.    | 10 август 1932 г.    | 29 април 1933 г.  | Потопен на 25 февруари 1941 г. в района на Сфакс от английската подводница Upright |

„Луиджи Кадорна“ е построен в корабостроителницата „Кантиери Риуннти делл Адриатико“ в Триест. В периода 1933 – 1936 г. носи обичайната си служба в състава на 2-ра ескадра на италианския флот. В периода 1936 – 1937 г. крайцерът действа при бреговете на Испания, оказвайки поддръжка на франкистите в хода на Гражданската война в Испания. На 5 май 1938 г. участва в демонстрациите на италианския флот през Бенито Мусолини и Адолф Хитлер. През април 1939 г. „Луиджи Кадорна“ участва в операцията по превземането на Албания.

## Коментари
1. ↑  Всички данни са към юни 1940 г.